# Böðvar Guðmundsson
Böðvar Guðmundsson (født 9. januar 1939 i Borgarfjörður) er en islandsk forfatter og oversætter.
Han har skrevet en række skuespil, poesi, romaner og børnebøger. Hans mest kendte roman er Híbýli vindanna (1995). Han bor i Danmark og er gift med Eva Rode.

## Titler oversat til dansk
- Livets træ (2003)
- Vindens hjem (2002)